# Шеррер, Вальтер
Вальтер Шеррер (нем. Walter Scherrer; 3 декабря 1908 — декабрь 1985, Ванген-Брюттизеллен) — швейцарский хоккеист на траве, полузащитник. Участник летних Олимпийских игр 1936 года.

## Биография
Вальтер Шеррер родился 3 декабря 1908 года.
Играл в хоккей на траве за «Ред Сокс» из Цюриха.
В 1936 году вошёл в состав сборной Швейцарии по хоккею на траве на летних Олимпийских играх в Берлине, поделившей 7-9-е места. Играл на позиции полузащитника, провёл 4 матча, забил 2 мяча (по одному в ворота сборных Бельгии и Дании).
Умер в декабре 1985 года в швейцарском городе Ванген-Брюттизеллен.